# Il fermo proposito
Il fermo proposito (it.: „Die feste Absicht“ …mit der wir unser Amt übernommen haben) ist eine in italienischer Sprache verfasste Enzyklika von Papst Pius X., sie datiert vom 11. Juni 1905 und hat den Untertitel: “An die Bischöfe Italiens gerichtet, zur Einrichtung und Entwicklung der Katholischen Aktion, eine Laienorganisation zur Förderung der katholischen Verkündigung in der säkularen Welt” (Diretta ai Vescovi d’Italia per l’istituzione e lo sviluppo dell’Azione Cattolica, associazione laica per la propaganda cattolica religiosa nel mondo profano).
Mit dieser Enzyklika, die man auch „Pfingstenzyklika“ nennt, greift der Papst eine lange Phase der katholisch-politischen Auseinandersetzungen in Italien auf. Er befasst sich erneut mit der politischen Tätigkeit der katholischen Italiener und legt einige grundlegende Regeln fest.
Sein Vorgänger Pius IX. hatte diesen am 10. September 1874 in der Bulle Non expedit verboten, aktiv oder passiv an demokratischen Wahlen teilzunehmen.
Er weicht dieses Verbot auf und erklärt, wenn eine Wahlbeteiligung von Katholiken ausdrücklich dem höchsten Wohl der Gesellschaft zugute komme, könnten die Bischöfe einen Dispens erteilen. Dabei müsse jedoch deutlich im Vordergrund stehen, „dass das Heil der Seelen und die höchsten Interessen eurer Kirchen dabei auf dem Spiele stehen und ihr um Dispensation einkommt“.
Ausdrücklich war es die Absicht dieser Enzyklika, die katholische Tätigkeit, welche Pius X. als „azione“ – gleichbedeutend mit Handlung oder Tätigkeit – bezeichnet, fest in der Hand des Papstes zu belassen und der Leitung der Bischöfe unterzuordnen.
Die damals unter italienischen Katholiken (und Bischöfen) umstrittene Frage der Gründung einer katholischen Partei in Italien greift die Enzyklika nicht auf. In anderen Äußerungen schloss Pius X. auch die nicht aus, lehnte aber gleichzeitig ab, dass diese christliche oder katholische Embleme tragen sollen. Der Standpunkt des Vatikans wurde so formuliert: „Das Fernbleiben von den Wahlen wird als allgemeine Regel festgestellt. Die Klugheit der Bischöfe kann in einzelnen Fällen eine Ausnahme gestatten, indem man die Wahlbeteiligung dort erlaubt, wo die Wahl eines Antiklerikalen ernstlich droht“. Ausschließliche katholische Kandidaturen wurden jedoch nicht zugelassen, die Formel hieß: „katholische Abgeordnete – ja; abgeordnete Katholiken – nein“.
Die Azione Cattolica war 1867 gegründet worden.
Vom 18. Januar 1919 bis zum 9. November 1926 gab es die katholische Partei PPI (Partito Popolare Italiano).